# Agustí Martínez "El Casta"
Agustín Martínez Martínez (Guadix, 25 de març de 1963) més conegut com a Agustín "El Casta", és un humorista mallorquí.
De pares granadins arribà a l'illa de Mallorca amb cinc mesos de vida i es va criar a Palma.
Va estudiar a la Universitat de les Illes Balears (UIB) la carrera de història amb la intenció de ser mestre. Va opositar per treballar a Hisenda i guanyà una plaça.

## Carrera Professional
Durant l'estiu de 1992 va pujar per primera vegada a un escenari de forma improvisada durant una festa que se celebrava a l'hotel Safari de Ciutat Jardí (Platja de Palma) imitant Antonio Molina cantant "Yo soy minero" i des de llavors deixà el seu lloc de funcionari d'hisenda per entrar al món de l'espectacle. En 1993 creà el cafè teatre de Cala Gamba i el restaurant "La Cantina" i va formar un duo humorístic amb Elisabet "La Nervio" presentant el seu primer personatge "El Castañuelas". En 1998 començà a treballar en solitari i començà a crear els seus personatges més coneguts que l'han donat molta fama a les Balears com: Lorenzo Llamas, el personatge que més fama li ha donat, un latin lover que va néixer al poble mallorquí de Bunyola; Klaus Kartoffel, l'alemany que intenta integrar-se a l'illa, Don Diablo, Don Colerone, Hannibal Lecter, Cristòfol Colom, Dr Tardanza, un metge de la seguretat social, entre d'altres.
Amb Agustín Martínez varen col·laborar altres artistes balears molt coneguts com Jaume Anglada, Victoria Maldi, entre altres i inclòs va fer amistat amb el conegut artista còmic valencià Carles Latre, amb qui ha col·laborat en el seu espai Latrevisión. Ha treballat i col·laborat per la cadena de TV de les Illes Balears IB3.
En 2013 presentà l'espectacle "Agustinacus" ambientada en l'antiga Roma. En 2016 presentà els seus espectacles "Es cosa de hombres", "Ses Bubotes" i "El Cardenal de Lloseta".
En setembre de 2017 durant la inauguració del nou Palau de Congressos i Convencions de Palma, Agustín el Casta presentà el seu personatge Jaume III de Mallorca davant la presència del rei Felip VI d'Espanya i de la seva muller, la reina Letizia.
Cada any per nadal durant la primera setmana del 25 de desembre fins primer de gener Agustín el Casta presenta la seva "Gala de Nadal" a l'Auditorium de Palma sent un habitual de l'agenda de les festes nadalenques de Mallorca. En la gala de nadal de 2017 presentà el seu espectacle "La Fiesta en Paz".
Ha participat en la ràdio de Mallorca, en "Corazón Contendo" d'Última Hora Punto Radio des de 1994 i ha actuat en moltes localitats de les Illes Balears amb els seus personatges més característics com Lorenzo Llamas y Klaus Kartoffel.